# Ladislav Vondrášek
 (février 2025).
Motif : Article sur un joueur amateur, sans aucune source secondaire disponible.
- Archive Wikiwix
- Bing
- Cairn
- DuckDuckGo
- E. Universalis
- Gallica
- Google
- G. Books
- G. News
- G. Scholar
- Persée
- Qwant
- (zh) Baidu
- (ru) Yandex
- (wd) trouver des œuvres sur Wikidata

| 1. | Préciser le motif de la pose du bandeau. | Précisez le motif de la pose du bandeau en utilisant la syntaxe suivante : {{admissibilité à vérifier\|date=mars 2025\|motif=remplacez ce texte par le motif}}                          |
| 2. | Informer les utilisateurs concernés.     | Pensez à avertir le créateur de l'article, par exemple, en insérant le code ci-dessous sur sa page de discussion : {{subst:avertissement admissibilité à vérifier\|Ladislav Vondrášek}} |

Ladislav Vondrášek est un joueur de rugby à XV, qui joue en équipe de République tchèque, évoluant au poste de troisième ligne aile.

## Carrière
Il joue en club avec l'équipe anglaise du Esher RFC. il obtient sa première sélection le 8 mars 2003 contre le Portugal.

## Statistiques en équipe nationale
- 20 sélections en équipe de République tchèque depuis 2003
- Capitaine à 9 reprises
- 15 points (3 essais)
- Sélections par année : 5 en 2003, 4 en 2004, 5 en 2005, 4 en 2006, 2 en 2007